# Phân họ Khỉ ngón cái ngắn
Phân họ Khỉ ngón cái ngắn (danh pháp khoa học: Colobinae) là một phân họ trong họ Khỉ Cựu thế giới (Cercopithecidae), bao gồm 58 loài, phân bổ trong 10 chi, bao gồm các loài khỉ đen trắng ngón cái ngắn trông tương tự như chồn hôi, khỉ mũi dài hay voọc xám rất được sùng kính ở Ấn Độ. Một số hệ thống phân loại chia phân họ khỉ này thành 2 tông, trong khi một số khác lại chia nó thành 3 nhóm.
Cả hai kiểu phân loại này đều đặt hai (ba) chi sinh sống ở châu Phi là Colobus, Piliocolobus và Procolobus? trong một nhóm. Cả hai (ba) chi này khác biệt ở chỗ chúng có các ngón tay cái ngắn. Các chi sinh sống ở châu Á được nhóm trong một hoặc hai nhóm còn lại. Phân tích mtADN đã xác nhận rằng các loài châu Á tạo thành hai nhóm riêng biệt, một trong số đó chứa các loài thuộc ba chi là các chi Voọc, Voọc Mã Lai và Voọc xám, với các loài "mũi kỳ quặc" trong nhóm còn lại gồm 4 chi, nhưng cho rằng voọc xám là không có quan hệ họ hàng quá gần với cả hai nhóm đó (Sterner và những người khác, 2006). 

## Đặc điểm
Các loài trong phân họ này là các loài linh trưởng có kích thước trung bình với đuôi dài và màu sắc đa dạng. Một điều đáng chú ý là gần như tất cả các con non đều có màu sắc khác biệt với màu của các con trưởng thành một cách đáng kể. Phần lớn các loài là động vật sinh sống trên cây, mặc dù có một số loài có cuộc sống trên mặt đất nhiều hơn. Chúng được tìm thấy ở nhiều môi trường sinh sống khác nhau với khí hậu khác biệt (rừng mưa, rừng đước, rừng núi cao hay savan), nhưng không sinh sống trong sa mạc và các khu vực khô hạn khác. Chúng sống thành bầy đàn, nhưng trong các dạng nhóm khác nhau.
Các loài này gần như chỉ là động vật ăn cỏ, phần lớn thức ăn của chúng là lá, hoa và quả. Thỉnh thoảng chúng cũng ăn các loại côn trùng và các động vật nhỏ khác. Để hỗ trợ sự tiêu hóa, cụ thể là đối với các loại lá khó tiêu, chúng có dạ dày nhiều phần phức tạp. Không giống như phân họ còn lại (Cercopithecinae) trong họ Khỉ Cựu thế giới, chúng không có các túi bên má. Thời gian mang thai trung bình từ 6-7 tháng. Các con non được bú sữa trong khoảng 1 năm và chúng đạt độ tuổi trưởng thành sau từ 3 đến 6 năm. Tuổi thọ trung bình khoảng 20 năm.

## Phân loại
- HỌ CERCOPITHECIDAE
  - Phân họ Cercopithecinae
  - Phân họ Colobinae
    - Nhóm châu Phi
      - Chi Colobus – Khỉ đen trắng ngón cái ngắn
      - Chi Piliocolobus – Khỉ đỏ ngón cái ngắn
      - Chi Procolobus? – Khỉ xanh nâu ngón cái ngắn

    - Nhóm Voọc (Khỉ lá)
      - Chi Trachypithecus – Voọc
      - Chi Presbytis – Voọc Mã Lai
      - Chi Semnopithecus – Voọc xám

    - Nhóm Mũi kỳ quặc
      - Chi Pygathrix – (voọc) Chà vá
      - Chi Rhinopithecus – Voọc mũi hếch
      - Chi Nasalis – Khỉ mũi dài
      - Chi Simias – Voọc đuôi lợn